# 巨须弓鱼
巨须弓鱼（学名：Racoma macropogon）为鲤科弓鱼属的鱼类，是中国的特有物种。分布于西藏雅鲁藏布江水系等，多生活于干支流中下层水体。该物种的模式产地在拉萨。

## 扩展阅读
維基物種上的相關：巨须弓鱼